# 陰謀の街・スペキュラルム
『ザ・ヴェールド・ソサエティ』（The Veiled Society）は、ダンジョンズ&ドラゴンズ・ファンタジー・ロールプレイングゲームのベーシック・セット用モジュールである。製品番号はTSR 9086である。
この冒険内では、付属のペーパークラフトとミニチュアを使用した戦闘が推奨されている。
1987年には『陰謀の街・スペキュラルム』（いんぼうのまち・スペキュラルム）というタイトルで日本語版が出版された。

## プロット概要
The Veiled Societyの舞台はスペキュラルムの街に設定されており、プレイヤーはそこで3つの対抗している派閥の内どれが殺人事件を引き起こしたのかを割り出さねばならない。スペキュラルムの暴力的な街では、闇社会はあらゆる場所に密偵を放っている。スペキュラルムはカラメイコス大公国の首都であり、冒険でパーティはこの街の三大ファミリー（ヴォーロイ、ラドゥ、トレネスク）間の争いに巻き込まれる。

## 出版履歴
デイヴィッド・｢ゼブ｣・クックにデザインされた32ページの小冊子と（16ページが冒険、16ページがペーパークラフト）、外装カバーから成るモジュールは、1984年にTSRが出版した。カバーアートはスティーブ・チャペル、本文イラストはジム・ロスロフが担当した。このモジュールには、紙細工のキャラクターミニチュアと16ページ分のペーパークラフトが付属し、9つの小屋と1つの城壁門、12人分のミニチュアが組み立てられる。
1987年3月、株式会社新和が日本語版を出版した。
このモジュールは後に、1987年の再編集モジュール、B1-9 In Search of Adventureに採用された。

## 評判
グラハム・ステープルハーストはホワイトドワーフ誌63号でこのモジュールを論評し、10段階評価で9を与え、紙細工は｢役立たず｣と思ったのにもかかわらず、「優れた冒険の全ての特徴」を持つと感じた。ステープルハーストはスペキュラルムで起こるその冒険を「個人的な選択と行動の自由の、ほとんど比類ない機会をプレーヤーに提供する」と感じ、この冒険を「真の役割演技と高度なドラマ」と呼び、キャラクターは「現実の冒険者のように決断せねばならない―そして結果を受け入れねばならない！」と付け加えた。彼はこの冒険の可能性が、より経験の少ないダンジョンマスター（DM）に使用された場合を想定して構築されているが、各々の状況は様々な結果を可能とするに充分詳しく説明されている、と考察した。ステープルハーストはこのプロットが、粗い探偵小説のようにあまりにも先が読めすぎ、プレイヤーへの動機付けが弱いと感じた。彼は、シナリオに最大の可能性をもたらすため、この街を自分達のキャンペーンに組み込んでキャラクターの既存の履歴を利用したいと思うかもしれないDMのために、追加の準備作業を残しておくべきだと痛切に感じた。
ドラゴン誌128号（1987年12月）でのB1-9 In Search of Adventureの論評でケン・ロルストンは、デイヴィッド・「ゼブ」・クックのThe Veiled Societyをこの再編集モジュールにおける「2つの非常に見事な冒険」の1つ、「低レベルD&Dキャラクターのための、都市を舞台にした政治的、外交的冒険の稀な実例」と述べた。
ローレンス・シックは1991年発行の書籍Heroic Worldsで、この冒険を「戦闘と暴力に富むあなたのベーシックシナリオに比べ、いろいろ考えさせられる」と述べた。